# Campeonato Mundial de Ciclismo em Estrada de 1946
Os Campeonatos do mundo de ciclismo em estrada de 1946 celebrou-se na localidade suíça de Zurique a 1 de setembro de 1946.

## Resultados
| Evento                     | Ouro                 | Ouro       | Prata                  | Prata | Bronze                         | Bronze |
| -------------------------- | -------------------- | ---------- | ---------------------- | ----- | ------------------------------ | ------ |
| Provas masculinas          |                      |            |                        |       |                                |        |
| Homens - carreira em linha | Hans Knecht · Suíça  | 7h 24' 28" | Marcel Kint · Bélgica  | + 10" | Rik van Steenbergen · Bélgica  | + 59"  |
| Amador - carreira em linha | Henry Aubry · França | 5h 21' 41" | Ernst Stettler · Suíça | -     | Henri van Kerckhoven · Bélgica | -      |